# Manuel Gregório de Sousa Pereira de Sampaio
Manuel Gregório de Sousa Pereira de Sampaio ou Manuel Gregório de Sousa Pereira de Sampaio Vahia (Vila Pouca de Aguiar, 29 de Novembro de 1766 — Vila Pouca de Aguiar, 21 de Outubro de 1844), 1.º visconde de Santa Marta,  Comendador da Ordem de Cristo, capitão de Cavalaria da primeira plana da corte, foi um militar do Exército Português que eventualmente se destacou como um dos promotores da Abrilada. 
Entrou em várias campanhas da Guerra Peninsular, armando o, fardando o e sustentando o à sua custa, um corpo de Voluntários transmontanos de Infantaria. Distinguiu-se no cerco ao quartel de S. Francisco, em Chaves, em 1809.
Foi nomeado Governador Militar de Vila Real.
Por tamanhos actos de patriotismo abnegado, o Rei D. João VI, regressando do Brasil, concedeu lhe o título de Visconde de Santa Marta, por Decreto assinado a 19 de Novembro de 1824.

## Dados genealógicos
Pais:
- Coronel, do Regimento de Chaves, José de Sousa Pereira Guedes Vahia de Sampaio
- Maria Francisca Pereira

Casado com: Antónia Vitorina Teixeira de Magalhães e Lacerda, filha de António Teixeira de Magalhães e Lacerda e de Ana Teresa Pereira Pinto de Azevedo Souto Maior, 3ª senhora do Morgado de Celeiros.
Filhos:
- José de Sousa Pereira de Sampaio Vahia, 2º visconde de Santa Marta
- António José Pereira de Sousa de Sampaio casado com Henriqueta Emília de Moraes Pizarro